# Stare Kotkowice
Stare Kotkowice (dodatkowa nazwa w j. niem. Alt Kuttendorf) – wieś w Polsce położona w województwie opolskim, w powiecie prudnickim, w gminie Głogówek. Historycznie leży na Górnym Śląsku, na ziemi prudnickiej. Położona jest na terenie Kotliny Raciborskiej, będącej częścią Niziny Śląskiej.
W latach 1975–1998 miejscowość należała administracyjnie do ówczesnego województwa opolskiego.
Według danych na 2011 wieś była zamieszkana przez 409 osób.

## Geografia

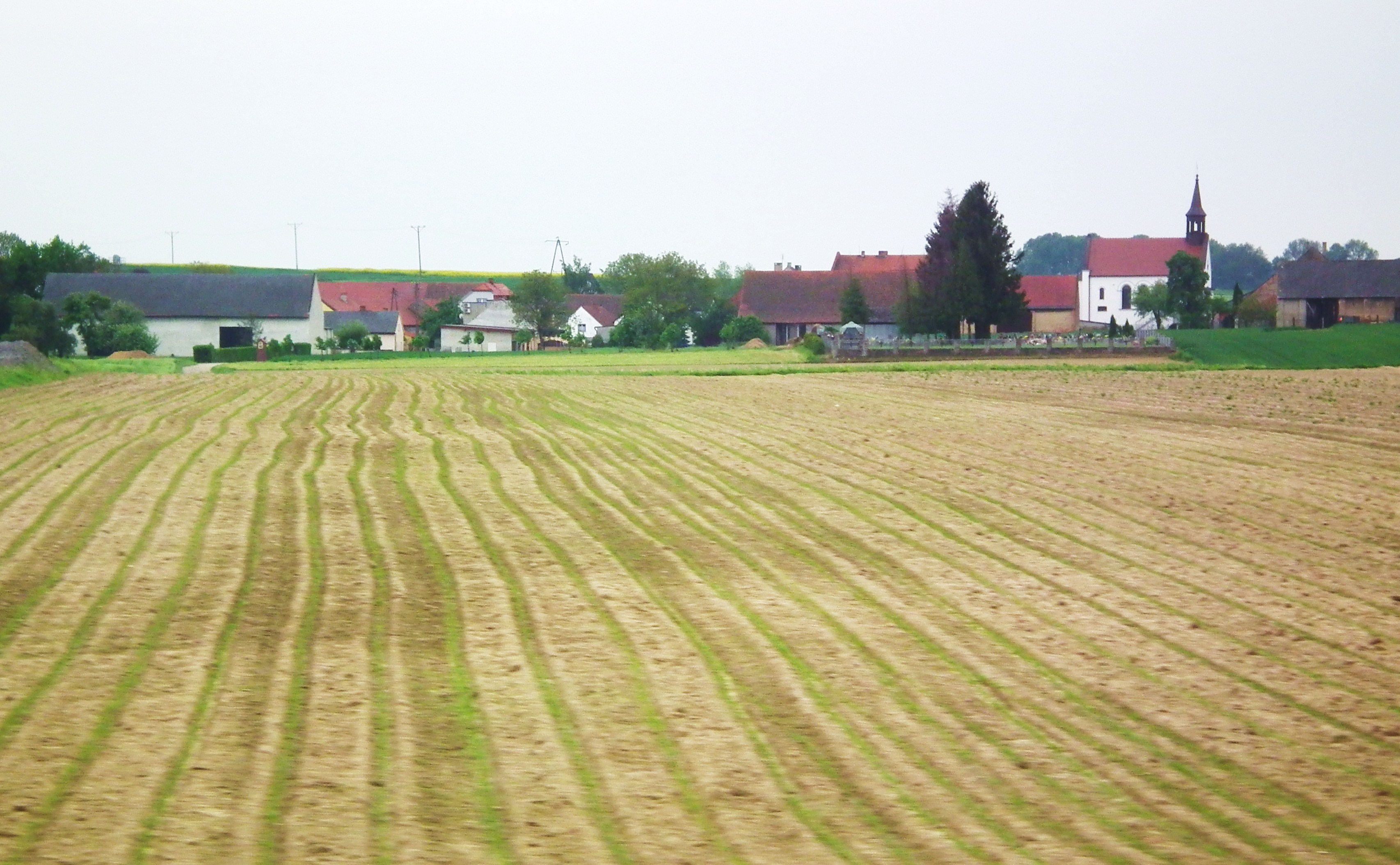
Widok ogólny wsi od północy

### Położenie
Wieś jest położona w południowo-zachodniej Polsce, w województwie opolskim, około 11 km od granicy z Czechami, w zachodniej części Kotliny Raciborskiej. Należy do Euroregionu Pradziad. Leży na terenie Nadleśnictwa Prudnik (obręb Prudnik).

### Środowisko naturalne
W Starych Kotkowicach panuje klimat umiarkowany ciepły. Średnia temperatura roczna wynosi +8,4 °C. Duże zróżnicowanie dotyczy termicznych pór roku. Średnie roczne opady atmosferyczne w rejonie Starych Kotkowic wynoszą 630 mm. Dominują wiatry zachodnie.

## Nazwa
Istnieją dwie wersje pochodzenia nazwy Kotkowice. Pierwsza z nich związana jest z kuciem koni. Druga z pobytem mnichów, ponieważ der Kuttentrager oznacza mnicha, więc Alt Kuttendorf to „stara mnisia wieś”.
W alfabetycznym spisie miejscowości na terenie Śląska wydanym w 1830 roku we Wrocławiu przez Johanna Knie wieś występuje pod zniekształconą, polską nazwą Stara Kuttkowice oraz nazwą zgermanizowaną Alt Kuttendorf we fragmencie Kuttendorf Alt, polnisch Stara Kuttkowice”. Topograficzny opis Górnego Śląska z 1865 roku notuje wieś pod niemiecką nazwą Alt Kuttendorf, a także wymienia polską nazwę Stary Kutkowice.
W Spisie miejscowości województwa śląsko-dąbrowskiego łącznie z obszarem ziem odzyskanych Śląska Opolskiego wydanym w Katowicach w 1946 wieś wymieniona jest pod polską nazwą Kutkowice Stare. W opracowanej w 1971 przez Powiatowy Inspektorat Statystyczny w Prudniku Statystycznej charakterystyce miejscowości w gromadach powiatu prudnickiego, miejscowość została wymieniona pod nazwą Stare Kotkowice. 1 grudnia 2009 wprowadzono dodatkową nazwę wsi w języku niemieckim – Alt Kuttendorf. Nazywana też Kotkowice Stare.

## Historia

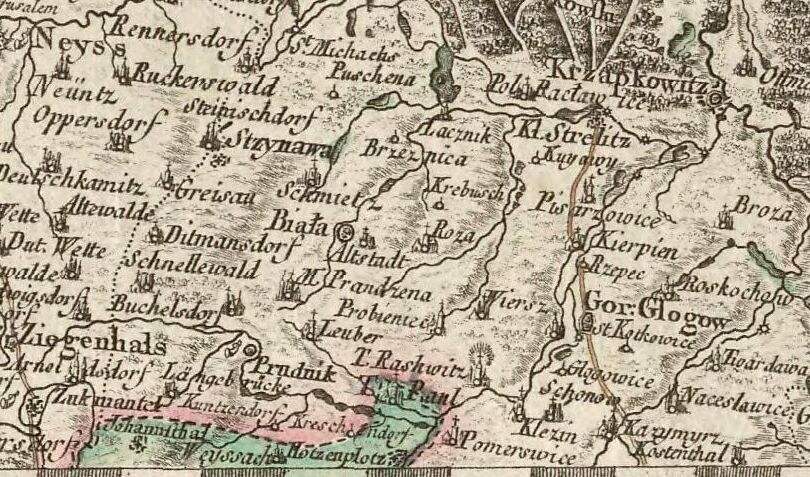
Stare Kotkowice (St. Kotkowice) wśród miejscowości ziemi prudnickiej na polskojęzycznej mapie z 1772

Wieś po raz pierwszy wzmiankowana była w kronikach z XIII wieku w akcie darowizny księcia Kazimierza I opolskiego dla klasztoru w Czarnowąsach. Miejscowość powstała na skrzyżowaniu szlaku bursztynowego i szlaku z Wieliczki do Czech.

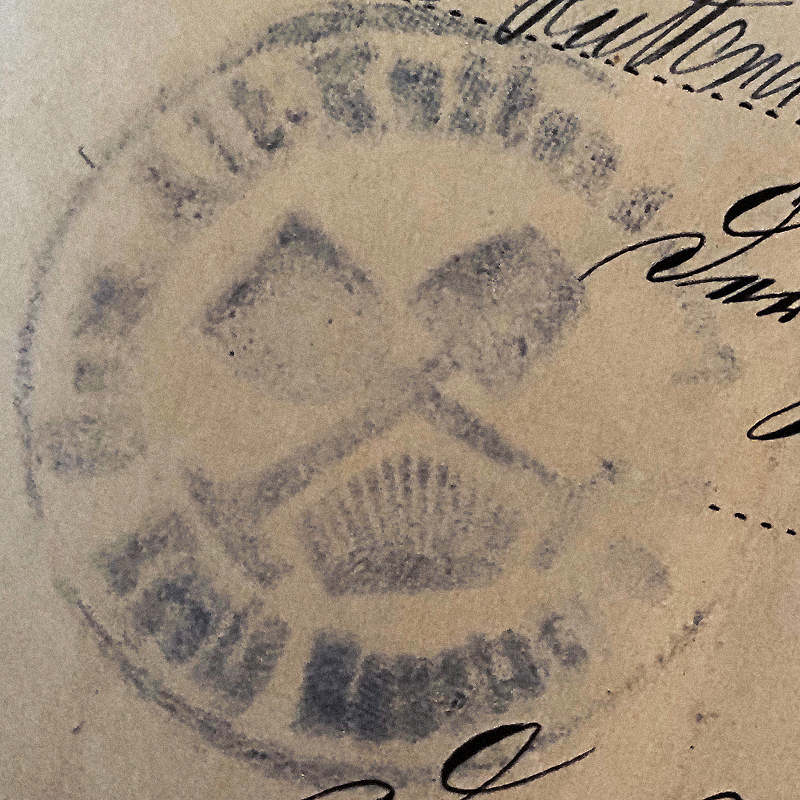
Pieczęć Starych Kotkowic (1902)

Następna wzmianka, o sporze proboszcza Michaela z Biedrzychowic z parafianami ze Starych Kotkowic, pochodzi z dokumentu księcia głogówecko-prudnickiego Bolka V Husyty z dnia 27 marca 1430. Stamtąd pochodzi również pierwsza wzmianka o istniejącym kościele we wsi. Kościół został dokładnie opisany w protokole wizytacyjnym Diecezji Wrocławskiej z 1687. Wówczas patronat nad nim sprawował klasztor w Czarnowąsach. Obecny kościół pw. św. Barbary został zbudowany w 1847. Do 1742 wieś należała do powiatu sądowego głogóweckiego w Monarchii Habsburgów. Po I wojnie śląskiej znalazła się w granicach Królestwa Prus i weszła w skład powiatu prudnickiego w prowincji Śląsk. W 1885 powstał budynek szkolny, który przebudowano w 1901.

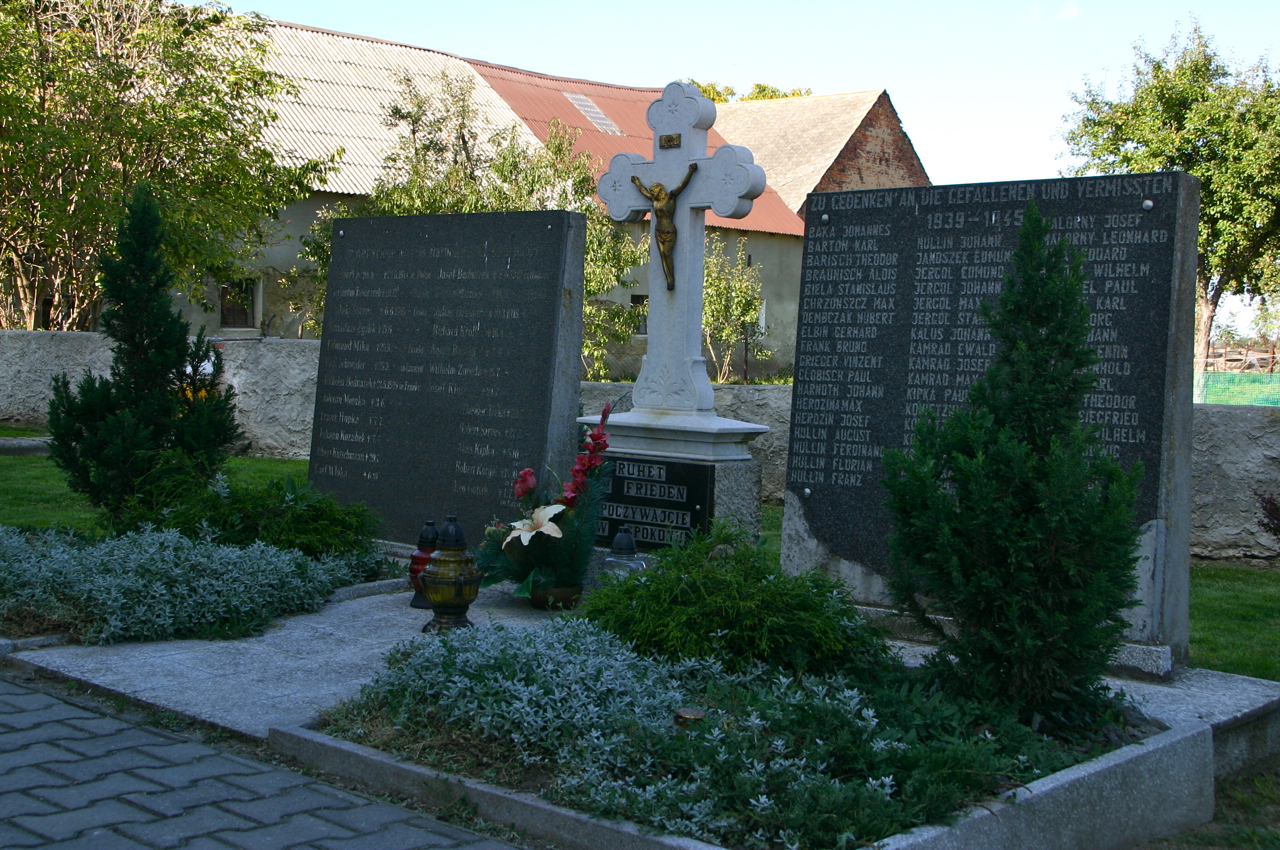
Pomnik upamiętniający mieszkańców wsi, którzy zginęli podczas I i II wojny światowej

Wieś posiadała swoją własną pieczęć, która przedstawiała w polu łopatę skrzyżowaną ze szpadlem, pod nimi trawa, a w otoku napis: Gem. Alt-Kuttendorf / Kreis Neustadt O.S. (pol. Gmina Stare Kotkowice / Powiat Prudnicki, Górny Śląsk). Według spisu ludności z 1 grudnia 1910, na 483 mieszkańców Starych Kotkowic 16 posługiwało się językiem niemieckim, a 497 językiem polskim. Po I wojnie światowej we wsi powstał pomnik upamiętniający mieszkańców wsi, którzy zginęli podczas niej.

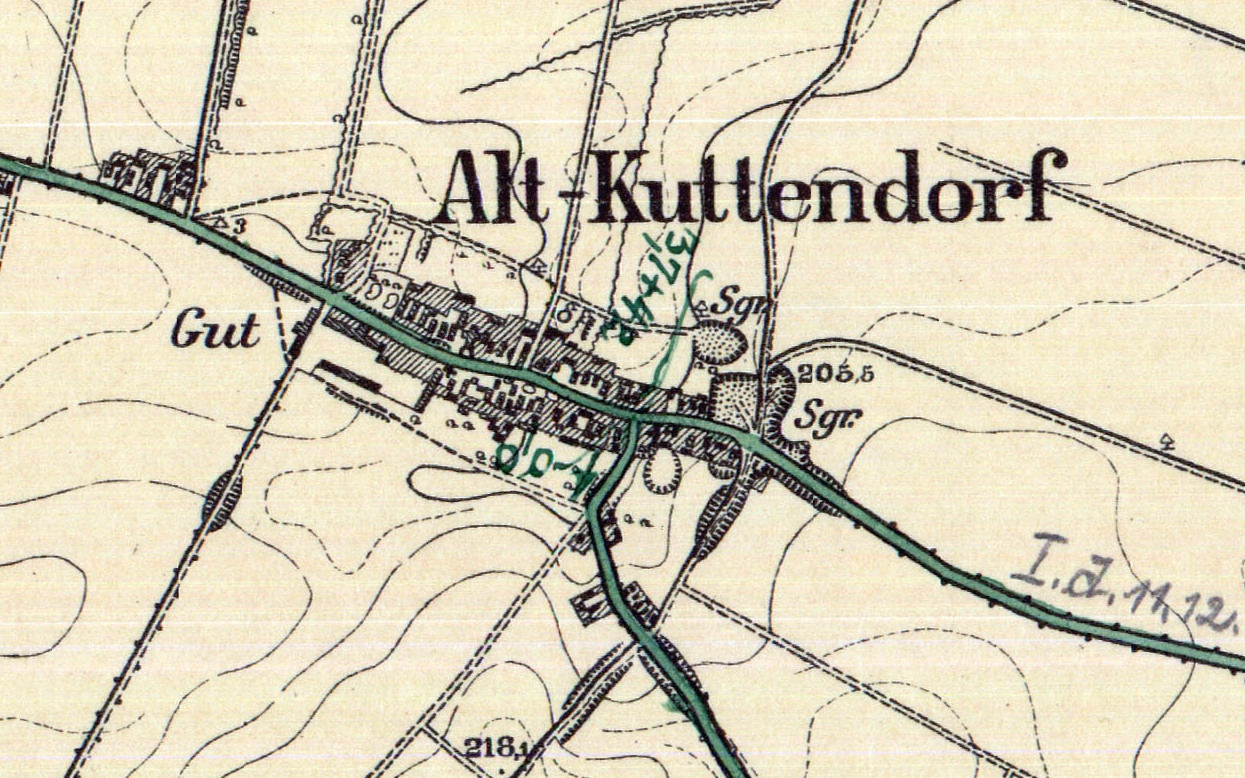
Stare Kotkowice na mapie z 1913

W 1921 w zasięgu plebiscytu na Górnym Śląsku znalazła się tylko część powiatu prudnickiego. Stare Kotkowice znalazły się po stronie wschodniej, w obszarze objętym plebiscytem. Do głosowania uprawnionych było w Starych Kotkowicach 279 osób, z czego 207, ok. 74,2%, stanowili mieszkańcy (w tym 207, ok. 74,2% całości, mieszkańcy urodzeni w miejscowości). Oddano 276 głosów (ok. 98,9% uprawnionych), w tym 275 (ok. 99,6%) ważnych; za Niemcami głosowało 255 osób (ok. 92,4%), a za Polską 20 osób (ok. 7,2%).
Po zakończeniu II wojny światowej do pomnika upamiętniającego I wojnę została dobudowana płyta poświęcona mieszkańcom poległym w latach 1939–1945.
W latach 1945–1950 Stare Kotkowice należały do województwa śląskiego, a od 1950 do województwa opolskiego. W latach 1945–1954 wieś należała do gminy Biedrzychowice, a w latach 1954–1972 do gromady Biedrzychowice. Podlegała urzędowi pocztowemu w Głogówku.
W 1949 we wsi znajdowała się szkoła podstawowa prowadzona przez Inspektorat Szkolny w Prudniku. W 1998 Stare Kotkowice przystąpiły do Programu Odnowy Wsi Opolskiej. W dniach 18–20 sierpnia 2006 obchodzono 830-lecie powstania Starych Kotkowic. Podczas uroczystości odsłonięto pamiątkowy głaz z tablicą.

## Mieszkańcy

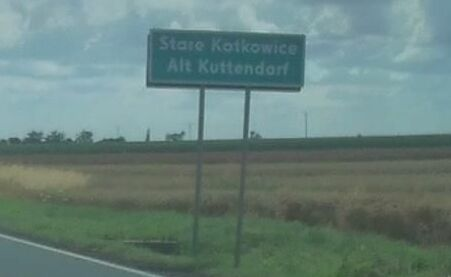
Tablica z podwójną nazwą przed wjazdem do Starych Kotkowic od strony Prudnika

Miejscowość zamieszkiwana jest przez mniejszość niemiecką oraz Ślązaków. Mieszkańcy wsi posługują się gwarą prudnicką, będącą odmianą dialektu śląskiego.

### Liczba mieszkańców wsi
- 1871 – 312[30]
- 1885 – 495[31]
- 1905 – 353[32]
- 1910 – 364[33]
- 1933 – 557[31]
- 1939 – 542[31]
- 1966 – 518[34]
- 1998 – 424[35]
- 2002 – 423[35]
- 2009 – 411[35]
- 2011 – 409[35]
- 2013 – 406[36]

## Zabytki

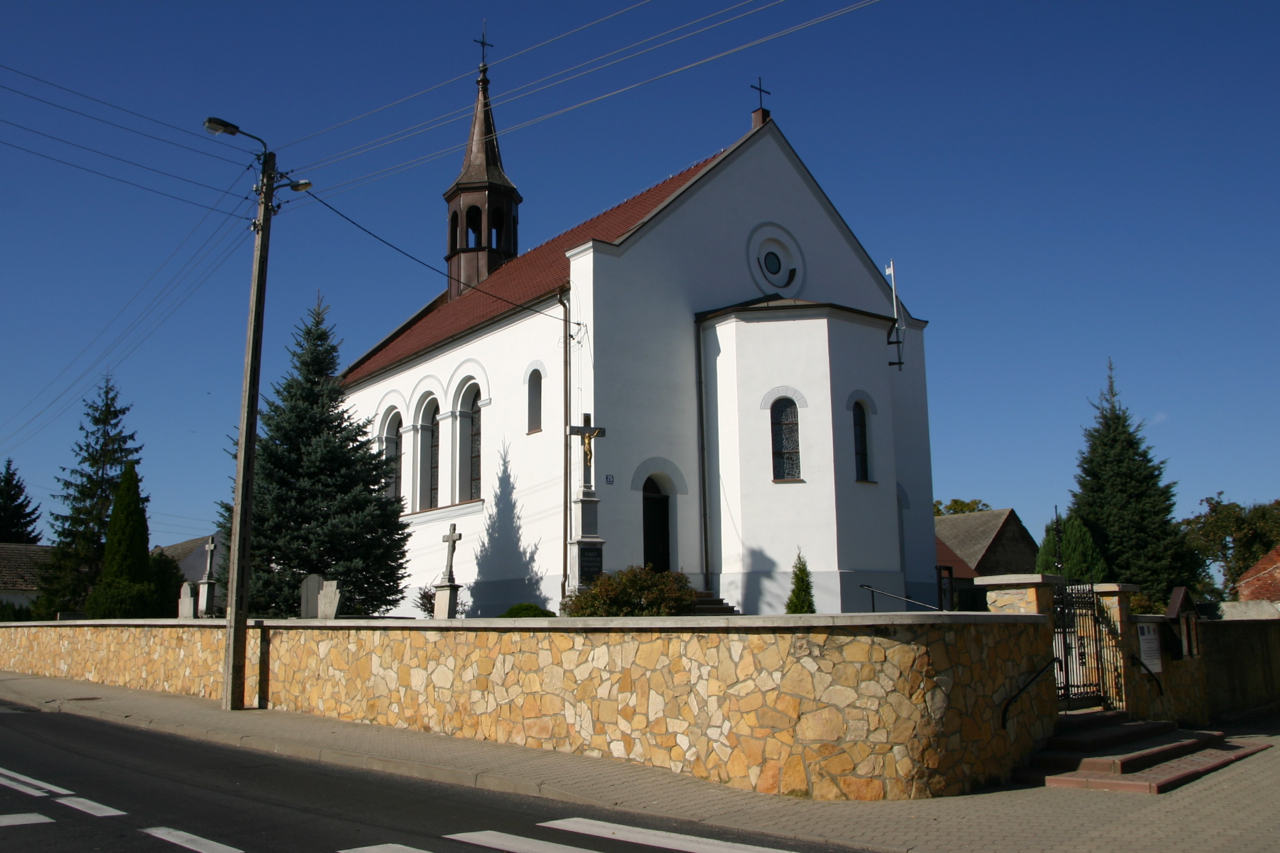
Kościół filialny pw. św. Barbary

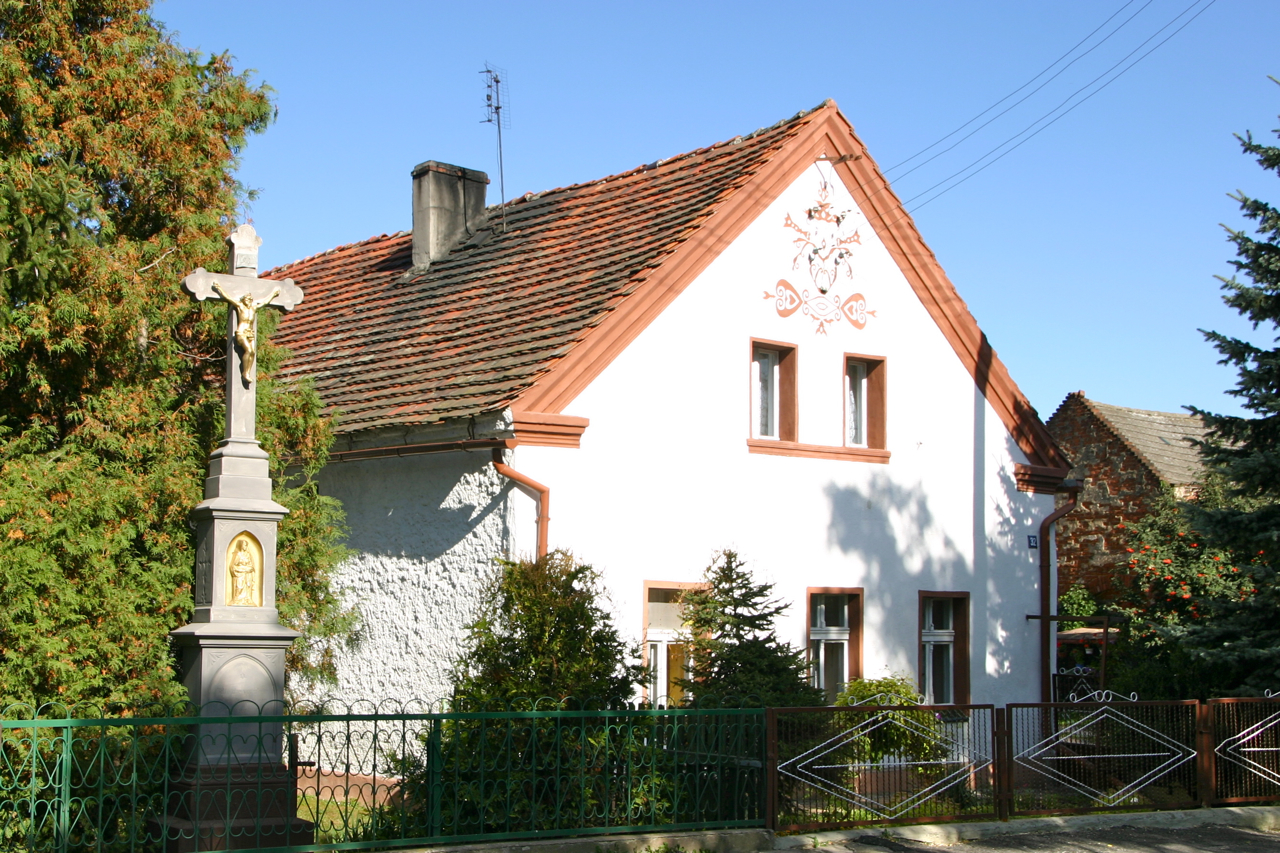
Dom, ul. Sudecka 32

Do wojewódzkiego rejestru zabytków wpisane są:
- kaplica pw. św. Barbary, obecnie kościół fil., z XVIII w.
- kapliczka, ul. Polna 1, z XIX w., wypisana z księgi rejestru
- kaplica przy domu nr 17, z 1827 r.

Zgodnie z gminną ewidencją zabytków w Starych Kotkowicach chronione są ponadto:
- kapliczka, ul. Sudecka 22
- budynek gospodarczy, ob. kaplica, przy domu ul. Sudecka 14
- dom mieszkalny, ul. Sudecka 18
- dom mieszkalny, ul. Sudecka 23
- szkoła, ob. przedszkole i świetlica, ul. Sudecka 27
- dom mieszkalny, ul. Sudecka 30
- dom mieszkalny, ul. Sudecka 32
- zespół folwarczny, ul. Sudecka nr 33
  - spichlerz
  - kapliczka obok spichlerza folwarcznego
- cmentarz parafialny

## Pomniki i obiekty upamiętniające
- Pomnik poległych w I i II wojnie światowej – pomnik przy placu kościelnym w Starych Kotkowicach powstały w latach 20. XX wieku jako upamiętnienie mieszkańców wsi, którzy polegli w I wojnie światowej. Po II wojnie światowej został rozbudowany[39].

## Gospodarka
W Starych Kotkowicach siedzibę mają firmy Kania Auto-Service Serwis Samochodowy Bosch, Posadzkarstwo Łyko Marcin i Świat Pięknych Fryzur, zrzeszone w Cechu Rzemieślników i Przedsiębiorców w Prudniku.

## Transport

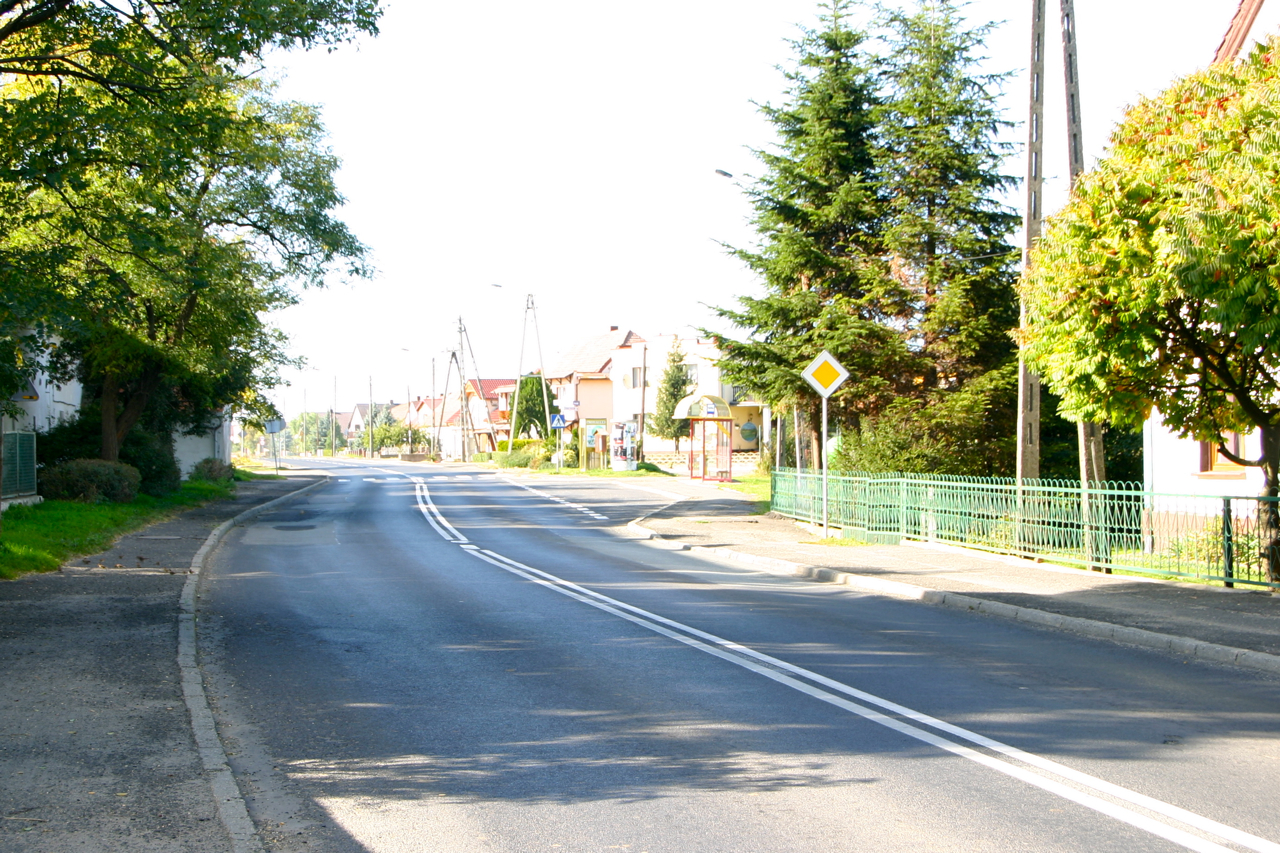
Droga krajowa nr 40 w Starych Kotkowicach

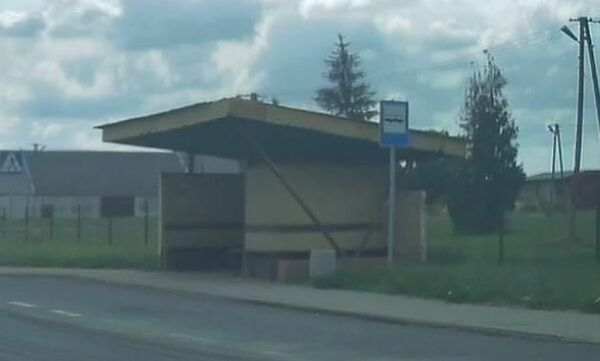
Przystanek autobusowy

### Transport drogowy
Przez Stare Kotkowice przebiega droga krajowa:
- 40 Głuchołazy – Prudnik – Kędzierzyn-Koźle – Pyskowice

W zarządzie Wydziału Drogownictwa Starostwa Powiatowego w Prudniku znajdują się drogi powiatowe: nr 1249O relacji Stare Kotkowice – Wróblin – Trawniki oraz nr 1459O relacji Rozkochów – Stare Kotkowice.
Stare Kotkowice posiadają połączenia autobusowe z Głogówkiem, Głuchołazami, Kędzierzynem-Koźlem, Prudnikiem, Twardawą. We wsi znajdują się dwa przystanki autobusowe – „Stare Kotkowice 01”, „Stare Kotkowice 02”.

### Transport kolejowy
W rejonie miejscowości przebiega linia kolejowa nr 137 łącząca Katowice z Legnicą przez Gliwice, Kędzierzyn-Koźle, Prudnik, Nysę, Świdnicę i Strzegom. Najbliższa stacja kolejowa znajduje się w Głogówku.

## Kultura
W Starych Kotkowicach działa Niemieckie Koło Przyjaźni (Deutscher Freundeskreis) – oddział terenowy Towarzystwa Społeczno-Kulturalnego Niemców na Śląsku Opolskim.

## Religia
W Starych Kotkowicach znajduje się katolicki kościół św. Barbary, który należy do parafii Wniebowzięcia Najświętszej Maryi Panny w Biedrzychowicach (dekanat Głogówek).

## Bezpieczeństwo
W zakresie ochrony przeciwpożarowej oraz innych miejscowych zagrożeń w Starych Kotkowicach działa jednostka Ochotniczej Straży Pożarnej.
Miejscowość jest pod opieką dzielnicowego rejonu służbowego nr 11 Komendy Powiatowej Policji w Prudniku (Komisariat Policji w Głogówku).
Teren wsi, jak i całej gminy Głogówek, położony jest w strefie nadgranicznej w związku z czym Straż Graniczna dysponuje, na tym obszarze, specjalnymi kompetencjami w zakresie bezpieczeństwa. Gminę Głogówek obejmuje zasięgiem służbowym placówka Straży Granicznej w Opolu ze Śląskiego Oddziału SG.

## Ludzie związani ze Starymi Kotkowicami
- Valentin Torka (1867–1952) – botanik, badacz flory i fauny na Śląsku i Wielkopolsce, urodzony w Starych Kotkowicach